# Хулио Либонати
Хулио Либонати (порт. Julio Libonatti; Росарио, 5. јул 1901 — Росарио, 9. октобар 1981) био је аргентински фудбалер који је играо на позицији нападача. Хулио је рођен у породици пореклим из Калабрије што га је навело и омогучило да из Аргентине оде у Италију да игра фудбал и чак да заигра за италијанску репрезентацију.

Рођен у Росариу. каријеру је почео у фудбалском клубу Њуелс олд бојс. Током 1925. године прешао је у Италију иу сезони 1926. заиграо за ФК Торино. Са постигнутих 150 голова постао је други стрелац у историји Торина, први је био Паоли Пуличи са 172 постигнута гола. Са Торином је освојио скудето у сезони 1926/27. и 1927/28., мада је прва титула после била поништена. У каријери је још играо у Ђенови и Риминију.
У репрезентативној каријери је са Аргентином освојио Копа Америка 1921. а на том првенству је био и најбољи стрелац са 3 постигнута поготка. Са репрезентацијом Италије је играо и освојио Централно европски интенационални куп за прериод 1927–30.

## Достигнућа

### Клуб
Торино
- Национална дивизија/Серија А: 1927/28.

Ђенова
- Серија Б: 1934/35

### Репрезентативна каријера
Аргентина
- Првенство Јужне Америке у фудбалу: Копа Америка 1921.

Италија'
- Централно европски интенационални куп: 1927/30

### Индивидуална признања
- Голгетер Серије А: 1927/28. (21 гол)